# Bourghelles
Bourghelles est une commune française, située dans le département du Nord en région Hauts-de-France.

## Géographie

### Description
Bourghelles est un bourg périurbain jouxtant Cysoing, proche de la frontière franco-belge et situé à 12 km au sud-ouest de Tournai, 31 km au nord-ouest de Valenciennes, 33 km au nord-est de Lens et 15 km au sud-est de Lille.
Il est desservi par l'ancienne route nationale 355 (actuelle RD 955) qui le relie à l'agglomération lilloise.
La chaussée Brunehaut divise le territoire communal entre le Mélantois crayeux et la Pévèle argileuse.
La LGV Nord traverse le territoire communal et se poursuit en Belgique par la LGV 1.

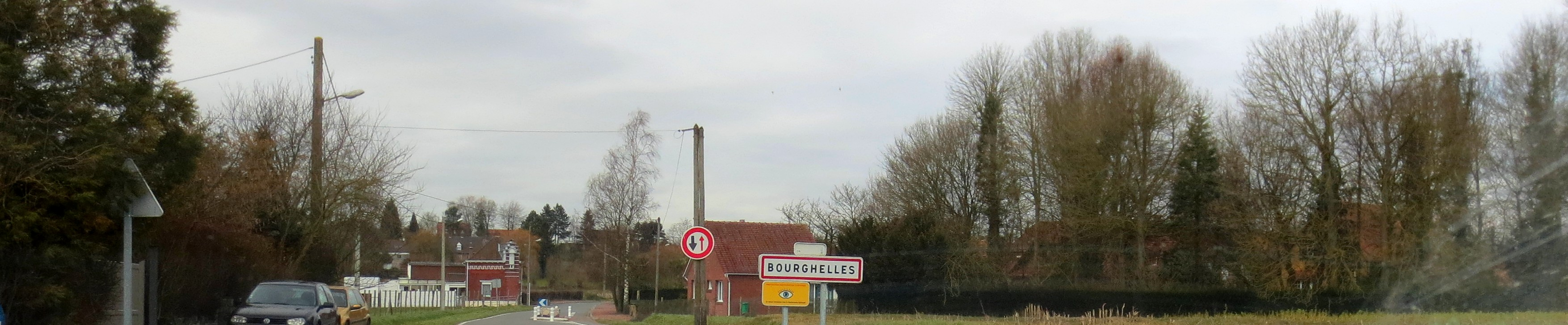
Vue panoramique de Bourghelles.

### Communes limitrophes
|         | Camphin-en-Pévèle |           |
| Cysoing | Bourghelles       | Wannehain |
|         | Cobrieux          | Bachy     |

### Hydrographie

#### Réseau hydrographique
La commune est située dans le bassin Artois-Picardie. Elle est drainée par le ruisseau de Cysoing,.

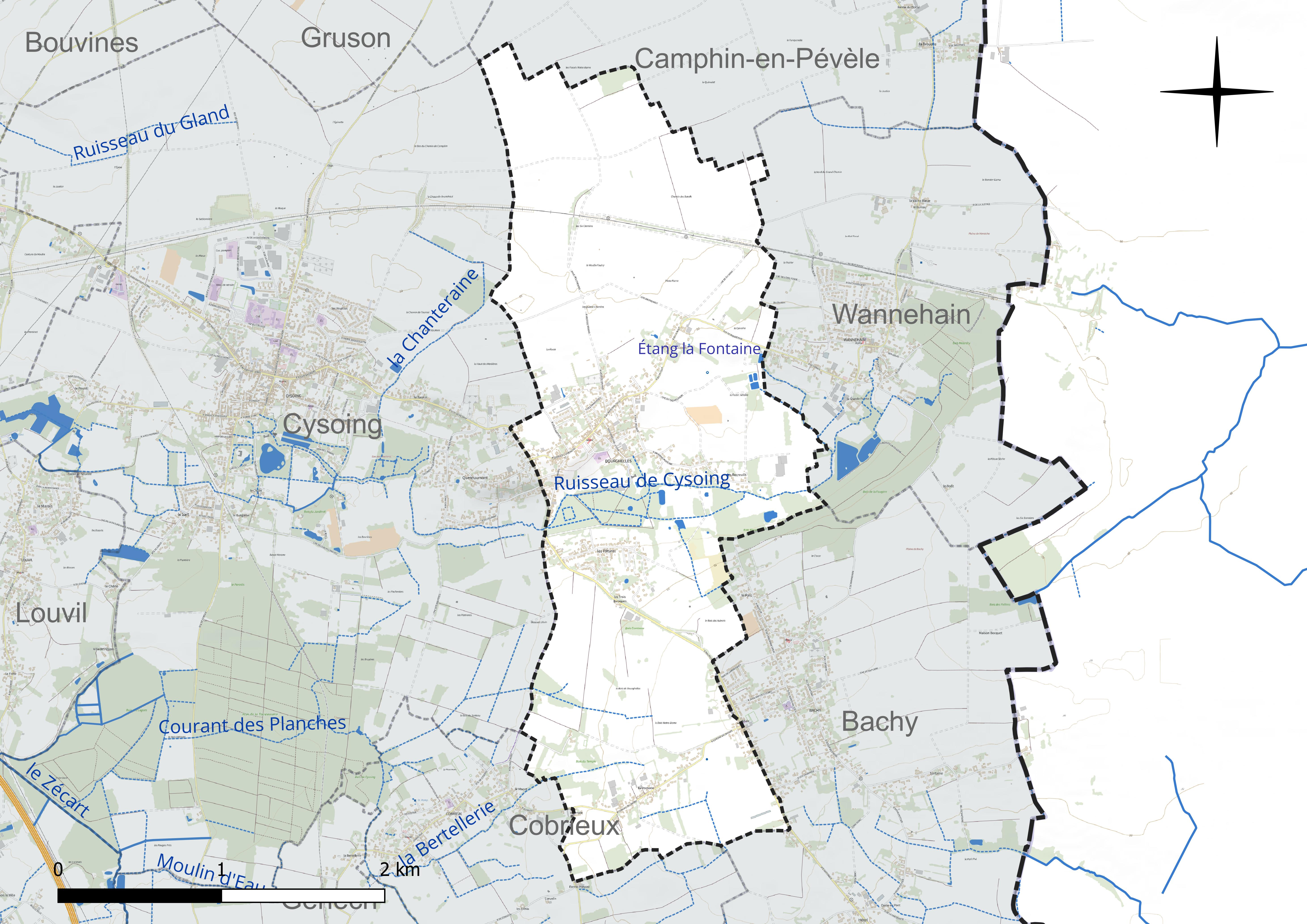
Réseau hydrographique de Bourghelles.

Un plan d'eau complète le réseau hydrographique : l'étang la Fontaine (0,2 ha),.

#### Gestion et qualité des eaux
Le territoire communal est couvert par le schéma d'aménagement et de gestion des eaux (SAGE) « Marque Deûle ». Ce document de planification concerne un territoire de 1 120 km2 de superficie, délimité par les bassins versants de la Marque et de la Deûle, formant une vaste cuvette sédimentaire de 40 km de long et de 25 km de large, où la pente est très faible. Le périmètre a été arrêté le 2 décembre 2005 et le SAGE proprement dit a été approuvé le 9 mars 2020. La structure porteuse de l'élaboration et de la mise en œuvre est la Métropole européenne de Lille. 
La qualité des cours d'eau peut être consultée sur un site dédié géré par les agences de l'eau et l'Agence française pour la biodiversité. 

### Climat
Pour des articles plus généraux, voir Climat des Hauts-de-France et Climat du Nord.
En 2010, le climat de la commune est de type climat océanique dégradé des plaines du Centre et du Nord, selon une étude du CNRS s'appuyant sur une série de données couvrant la période 1971-2000. En 2020, Météo-France publie une typologie des climats de la France métropolitaine dans laquelle la commune est exposée à un climat océanique et est dans la région climatique  Nord-est du bassin Parisien, caractérisée par un ensoleillement médiocre, une pluviométrie moyenne régulièrement répartie au cours de l'année et un hiver froid (3 °C). 
Pour la période 1971-2000, la température annuelle moyenne est de 10,6 °C, avec une amplitude thermique annuelle de 14,5 °C. Le cumul annuel moyen de précipitations est de 698 mm, avec 12,6 jours de précipitations en janvier et 9,2 jours en juillet. Pour la période 1991-2020, la température moyenne annuelle observée sur la station météorologique la plus proche, située sur la commune de Cappelle-en-Pévèle à 8 km à vol d'oiseau, est de 11,1 °C et le cumul annuel moyen de précipitations est de 736,6 mm,. Pour l'avenir, les paramètres climatiques de la commune estimés pour 2050 selon différents scénarios d'émission de gaz à effet de serre sont consultables sur un site dédié publié par Météo-France en novembre 2022.

## Urbanisme

### Typologie
Au 1er janvier 2024, Bourghelles est catégorisée ceinture urbaine, selon la nouvelle grille communale de densité à sept niveaux définie par l'Insee en 2022.
Elle appartient à l'unité urbaine de Cysoing, une agglomération intra-départementale regroupant cinq  communes, dont elle est une commune de la banlieue,,. Par ailleurs la commune fait partie de l'aire d'attraction de Lille (partie française), dont elle est une commune de la couronne,. Cette aire, qui regroupe 201 communes, est catégorisée dans les aires de 700 000 habitants ou plus (hors Paris),.

### Occupation des sols
L'occupation des sols de la commune, telle qu'elle ressort de la base de données européenne d'occupation biophysique des sols Corine Land Cover (CLC), est marquée par l'importance des territoires agricoles (82,8 % en 2018), en diminution par rapport à 1990 (90,8 %). La répartition détaillée en 2018 est la suivante : 
terres arables (53,5 %), prairies (25,1 %), zones urbanisées (15,2 %), zones agricoles hétérogènes (4,2 %), forêts (2 %). L'évolution de l'occupation des sols de la commune et de ses infrastructures peut être observée sur les différentes représentations cartographiques du territoire : la carte de Cassini (XVIIIe siècle), la carte d'état-major (1820-1866) et les cartes ou photos aériennes de l'IGN pour la période actuelle (1950 à aujourd'hui).

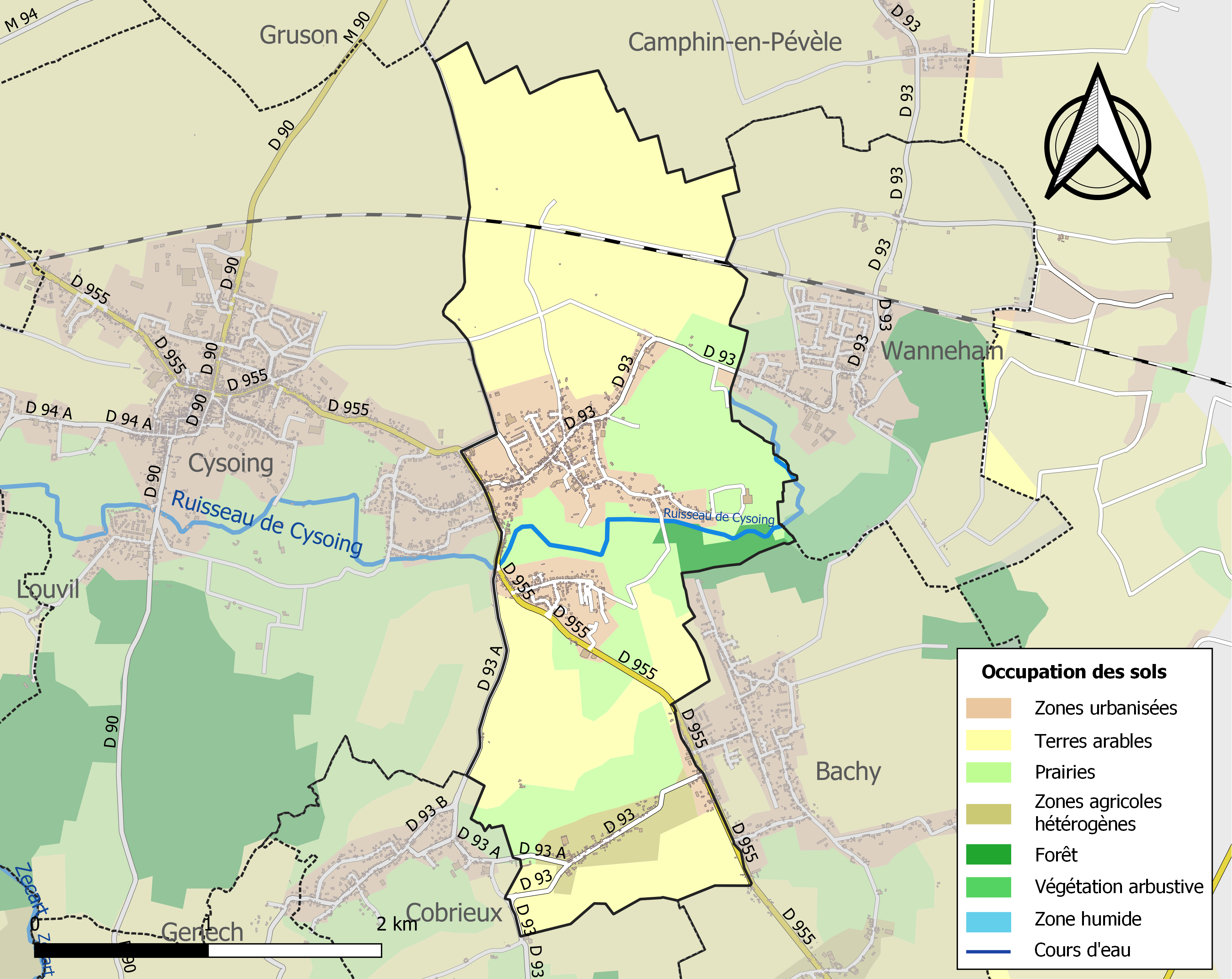
Carte des infrastructures et de l'occupation des sols de la commune en 2018 (CLC).

### Lieux-dits, hameaux et écarts

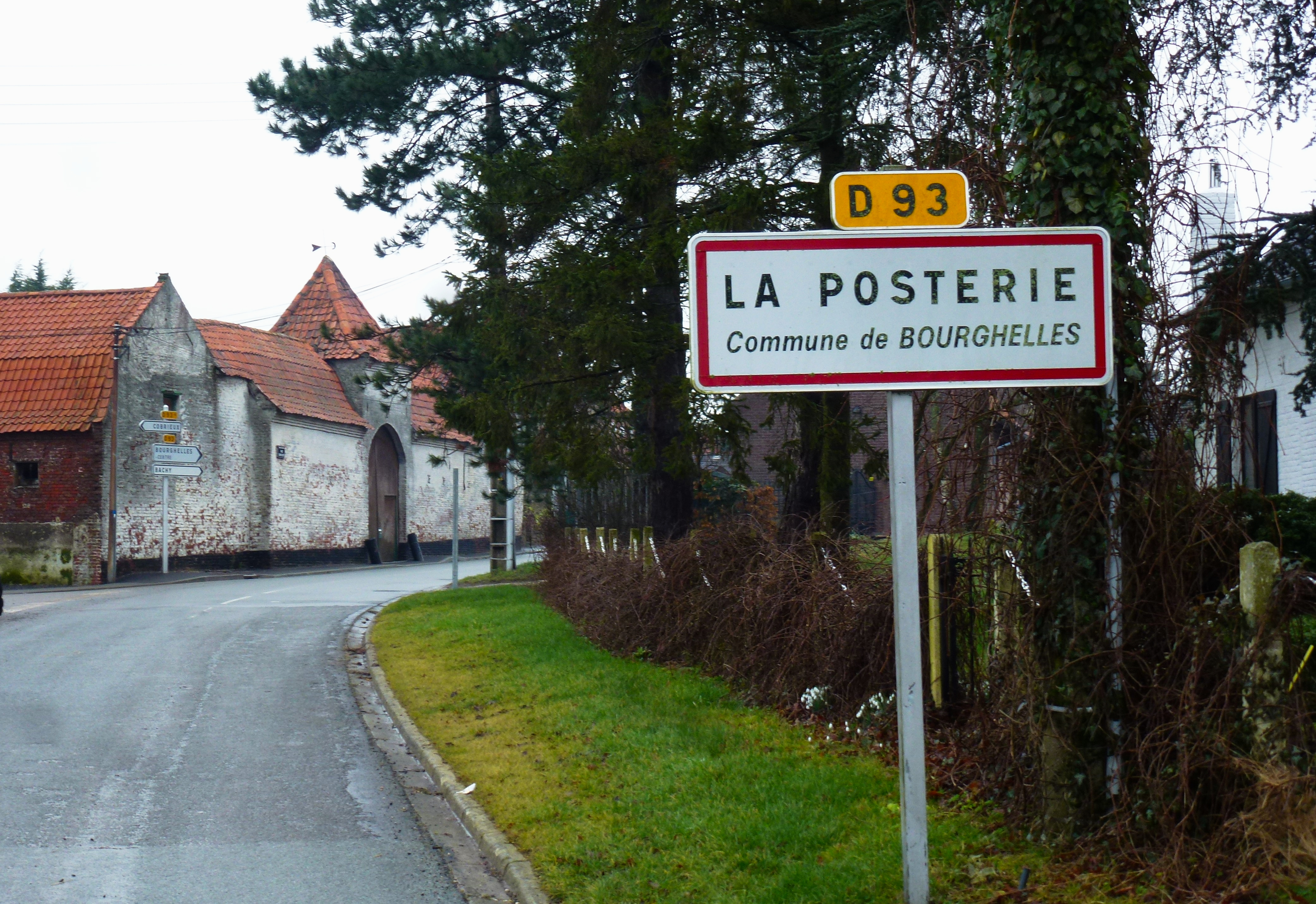
Panneau d'entrée à La Posterie, un hameau de Bourghelles.

### Habitat et logement
En 2019, le nombre total de logements dans la commune était de 676, alors qu'il était de 621 en 2014 et de 570 en 2009.
Parmi ces logements, 93,4 % étaient des résidences principales, 0,1 % des résidences secondaires et 6,4 % des logements vacants. Ces logements étaient pour 96,5 % d'entre eux des maisons individuelles et pour 3,2 % des appartements.
Le tableau ci-dessous présente la typologie des logements à Bourghelles en 2019 en comparaison avec celle du Nord et de la France entière. Une caractéristique marquante du parc de logements est ainsi une proportion de résidences secondaires et logements occasionnels (0,1 %) inférieure à celle du département (1,6 %) mais supérieure à celle de la France entière (9,7 %). Concernant le statut d'occupation de ces logements, 86 % des habitants de la commune sont propriétaires de leur logement (83,9 % en 2014), contre 54,7 % pour le Nord et 57,5 pour la France entière.
| Typologie                                               | Bourghelles | Nord | France entière |
| ------------------------------------------------------- | ----------- | ---- | -------------- |
| Résidences principales (en %)                           | 93,4        | 90,6 | 82,1           |
| Résidences secondaires et logements occasionnels (en %) | 0,1         | 1,6  | 9,7            |
| Logements vacants (en %)                                | 6,4         | 7,8  | 8,2            |

## Toponymie
La localité est attestée en 1197 sous le nom de Borghela. Ce terme, dérivant du bas latin Burgus, provenant lui-même du germanique Burg, désigne une petite forteresse

## Histoire

### Ancien Régime
Avant la Révolution française, Bourghelles est divisé entre la châtellenie de Lille et les États du Tournaisis,. Le village est le siège de plusieurs seigneuries.
Le nom de certains seigneurs de Bourghelles est connu :
Gilbert de Bourghelles, seigneur de Quiquempois
Alard de Bourghelles.
Charles d'Hovyne (1596-1671), homme d'État des Pays-Bas méridionaux, seigneur de Bourghelles.
Philippe-Ignace-François de Gottignies, seigneur de Vandenbroeke, détient la terre de Bourghelles avant 1698.
Au XVIIe siècle, François-Eustache Taviel du Moulinel, chevalier, est seigneur du Moulinel, de Bois-Grenier, de Bourghelles. Le 21 juin 1698, il est créé substitut du procureur du roi et le reste jusqu'en 1724. Il épouse Catherine de la Haye, fille de Pierre de la Haye et de Charlotte de Lobel.
Robert Huvino  II (1653-1740) est seigneur de Bourghelles, Inchy-en-Artois, Villers (sans doute Villers-lès-Cagnicourt), Cagnicourt, Meurchin. Il est le fils de Robert Huvino Ier, bourgeois de Lille, et d'Adrienne Brœucq. Il est baptisé à Lille le 10 janvier 1653 et meurt à Lille le 14 mai 1740, à l'âge de 87 ans, inhumé le lendemain dans l'église Sainte-Catherine de Lille. Anobli le 19 juillet 1696 par l'achat d'une charge de conseiller secrétaire du roi en la grande chancellerie de France qui lui coûta 57 000 livres, il acquiert la bourgeoisie de Lille le 11 janvier 1697, devient sous-doyen de la grande chancellerie de Flandre. Il a acheté le 6 octobre 1698 à Philippe-Ignace-François de Gottignies  la terre de Bourghelles pour le prix principal de 66 500 florins. Il acquiert la seigneurie d'Inchy-en-Artois en vertu d'un décret de la Cour du Parlement de Paris, en 1702, sur Philippe de Croÿ-Chimay d'Arenberg, prince de Chimay, alors décédé, et Maximilienne de Grave son épouse. Elle ne forme qu'un seul fief avec les seigneuries de Cagnicourt et de Villers, en vertu de lettres patentes du 28 juillet 1606, mais elle en est séparée en application du partage fait le 28 décembre 1747 entre les fils de Robert Huvino. Il épouse à Lille le 19 février 1696 Marie-Angélique Le Comte (1672-1720), fille de François-Daniel, écuyer, seigneur du Bus et de Catherine Grau. Marie-Angélique nait le 26 août 1672 et meurt le 11 janvier 1720, inhumée dans l'église Sainte-Catherine de Lille,.
Pierre-Robert-Martin Huvino (1698-1775), écuyer, est seigneur de Bourghelles, Inchy-en-Artois, Cagnicourt, Villers, Meurchin. Fils de Robert II, il est baptisé à Lille le 2 août 1698, devient bourgeois de Lille le 7 août 1738, gentilhomme ordinaire du roi, rewart (chargé de la police) de Lille. Il meurt le 11 février 1775, à 76 ans, est enterré dans le chœur de l'église de Bourghelles. Il se marie à Lille le 17 février 1738 avec Marie-Madeleine-Julie de Montmonnier (1717-1741), fille de François-Alexandre, écuyer, capitaine grand bailli de La Motte au Bois, et de Marie-Robertine de Surmont. Née en 1717, elle meurt à Lille le 16 juin 1741. Il épouse ensuite à Lille le 17 septembre 1742, Angélique-Caroline-Joseph Frans (1720-1790) (elle a 22 ans, il a 44 ans), fille d'Alexis-François Ier, seigneur de la Hamayde, bourgeois de Lille, conseiller procureur du roi à la Monnaie de Lille, et de Marie-Françoise de Rogier. La seconde épouse est baptisée à Lille le 24 octobre 1720 et meurt le 5 juin 1790, à 69 ans,,.
Louis-Jean-Baptiste-Joseph Huvino (1743-1838), fils de Pierre-Robert-Martin et d'Angélique-Caroline-Joseph Frans, nait à Lille en juin 1743 (baptisé le 24 juin 1743). Il est écuyer, seigneur de Bourghelles, bourgeois de Lille le 23 janvier 1771, échevin de la ville. Le 3 mai 1792, vivant de son bien et résidant à Bourghelles (certificat de résidence établi par les autorités), craignant pour sa vie, il se réfugie à Buigny-l'Abbé et revient à Bourghelles le 5 avril 1793. Ne se sentant pas en sécurité, il émigre en l'an V (1796-1797) et va vivre à Munster. Il est rayé de la liste des émigrés et amnistié le 9 septembre 1802 (22 fructidor an X). Il meurt à Lille le 17 avril 1838, à l'âge de 92 ans. Il épouse à Lille le 17 septembre 1770 Albertine-Élisabeth-Désirée-Joseph d'Hennin (1752-1801), fille d'André, écuyer, seigneur du Souverain Pire, et de Marie-Élisabeth de Bourgogne. Elle nait à Lille en octobre 1752 (baptisée le 24 octobre 1752) et meurt à Tournai le 7 brumaire an X (29 octobre 1801).
Pierre-Louis-Marie Huvino (1771-1857), fils de Louis-Jean-Baptiste-Joseph, nait à Lille en septembre 1771 (baptisé le 5 septembre 1771). Il est écuyer, seigneur de Bourghelles, émigré avec son père et amnistié en même temps que lui. Il se montre ardent bonapartiste puis royaliste zélé. il est adjoint au maire de Lille du 25 mars 1813 au 14 avril 1815, puis du 14 juillet 1815 au 30 octobre 1821. De nouveau nommé conseiller municipal de Lille par ordonnance royale du 26 décembre 1821, il démissionne lors de la Révolution de 1830. Il meurt célibataire à Bourghelles le 1er novembre 1857, à l'âge de 86 ans.

### Époque contemporaine
Entre 1896 et 1932, Bourghelles est desservie par le tramway à vapeur des  Chemins de fer économiques du Nord qui circule est en accotement de la nationale 355 sur la ligne de Saint-Amand à Hellemmes, longue de 32 km.

#### Seconde Guerre mondiale

Soldats britanniques à Bourghelles en mars 1940
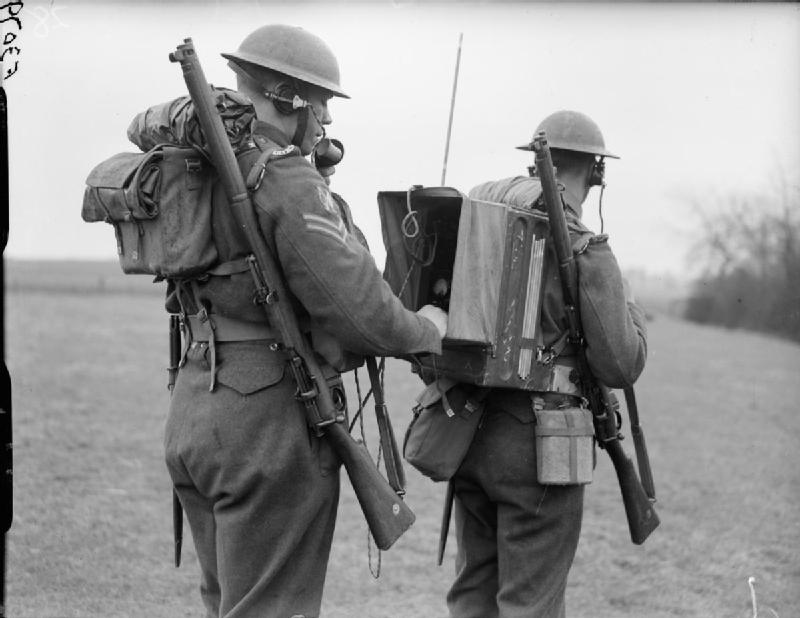
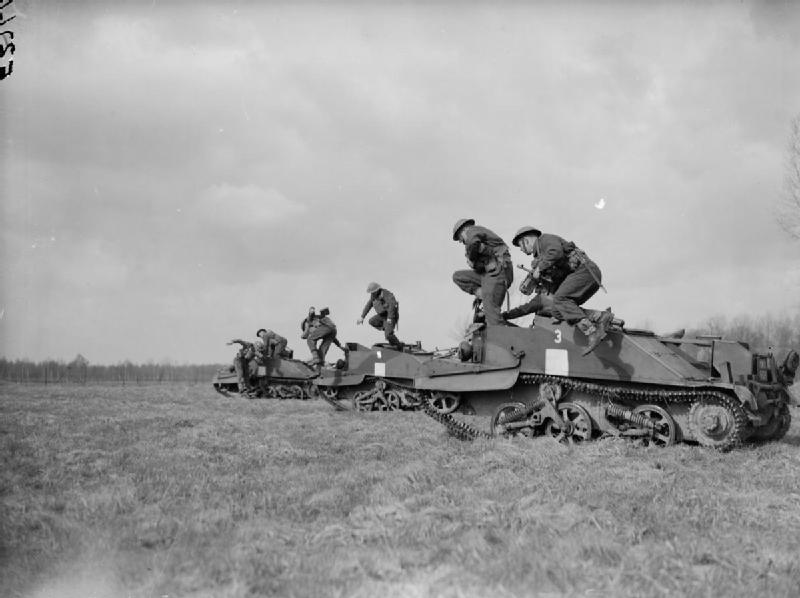

## Politique et administration

### Rattachements administratifs et électoraux

#### Rattachements administratifs
La commune se trouve dans l'arrondissement de Lille du département du Nord.
Elle faisait partie depuis 1818 du canton de Cysoing. Dans le cadre du redécoupage cantonal de 2014 en France, cette circonscription administrative territoriale a disparu, et le canton n'est plus qu'une circonscription électorale.

#### Rattachements électoraux
Pour les élections départementales, la commune fait partie depuis 2014 du canton de Templeuve-en-Pévèle
Pour l'élection des députés, elle fait partie de la sixième circonscription du Nord.

### Intercommunalité
Bourghelles était membre de la communauté de communes du Pays de Pévèle, un établissement public de coopération intercommunale (EPCI) à fiscalité propre créé fin 1993 et auquel la commune avait transféré un certain nombre de ses compétences, dans les conditions déterminées par le code général des collectivités territoriales.
Conformément aux prescriptions de la loi de réforme des collectivités territoriales du 16 décembre 2010, qui a prévu le renforcement et la simplification des intercommunalités et la constitution de structures intercommunales de grande taille, cette intercommunalité a fusionné avec sa voisine pour former, le 1er janvier 2014, la communauté de communes Pévèle Carembault dont est désormais membre la commune.

### Liste des maires
Maire en 1881: Floutry.
| Période                                  | Période                         | Identité               | Étiquette | Qualité       |
| ---------------------------------------- | ------------------------------- | ---------------------- | --------- | ------------- |
| Les données manquantes sont à compléter. |                                 |                        |           |               |
| avant 1802-1803                          |                                 | P. C. Ballinghien      |           |               |
| avant 1807.                              | 1808                            | M. Foutry              |           |               |
| Les données manquantes sont à compléter. |                                 |                        |           |               |
| décembre 1980                            | mars 1983                       | Francis Bearez         |           |               |
| mars 1983                                | janvier 2001                    | Jean-Pierre Crinquette |           |               |
| mars 2001                                | mai 2020                        | Alain Duthoit          | DVD       | Retraité      |
| mai 2020,                                | En cours (au 13 septembre 2022) | Franck Sarre           |           | Informaticien |

## Équipements et services publics

### Enseignement
Bourghelles relève de l'académie de Lille.
Elle possède une école primaire publique : l'école des valettes

### Justice, sécurité, secours et défense
La commune relève du tribunal d'instance de Lille, du tribunal de grande instance de Lille, de la cour d'appel de Douai, du tribunal pour enfants de Lille, du tribunal de commerce de Tourcoing, du tribunal administratif de Lille et de la cour administrative d'appel de Douai.

## Population et société

### Démographie

#### Évolution démographique
L'évolution du nombre d'habitants est connue à travers les recensements de la population effectués dans la commune depuis 1793. Pour les communes de moins de 10 000 habitants, une enquête de recensement portant sur toute la population est réalisée tous les cinq ans, les populations de référence des années intermédiaires étant quant à elles estimées par interpolation ou extrapolation. Pour la commune, le premier recensement exhaustif entrant dans le cadre du nouveau dispositif a été réalisé en 2008.

En 2022, la commune comptait 1 678 habitants, en évolution de +0,12 % par rapport à 2016 (Nord : +0,51 %, France hors Mayotte : +2,11 %).
| 1793 | 1800 | 1806 | 1821  | 1831  | 1836  | 1841  | 1846  | 1851  |
| ---- | ---- | ---- | ----- | ----- | ----- | ----- | ----- | ----- |
| 850  | 877  | 961  | 1 040 | 1 086 | 1 121 | 1 154 | 1 204 | 1 213 |

| 1856  | 1861  | 1866  | 1872  | 1876  | 1881  | 1886  | 1891  | 1896  |
| ----- | ----- | ----- | ----- | ----- | ----- | ----- | ----- | ----- |
| 1 234 | 1 260 | 1 245 | 1 225 | 1 295 | 1 290 | 1 344 | 1 255 | 1 259 |

| 1901  | 1906  | 1911  | 1921 | 1926 | 1931 | 1936 | 1946 | 1954 |
| ----- | ----- | ----- | ---- | ---- | ---- | ---- | ---- | ---- |
| 1 260 | 1 233 | 1 172 | 999  | 982  | 972  | 998  | 882  | 864  |

| 1962 | 1968 | 1975  | 1982  | 1990  | 1999  | 2006  | 2008  | 2013  |
| ---- | ---- | ----- | ----- | ----- | ----- | ----- | ----- | ----- |
| 841  | 922  | 1 132 | 1 160 | 1 232 | 1 418 | 1 494 | 1 516 | 1 642 |

| 2018  | 2022  | - | - | - | - | - | - | - |
| ----- | ----- | - | - | - | - | - | - | - |
| 1 653 | 1 678 | - | - | - | - | - | - | - |

#### Pyramide des âges
La population de la commune est relativement jeune.
En 2018, le taux de personnes d'un âge inférieur à 30 ans s'élève à 34,9 %, soit en dessous de la moyenne départementale (39,5 %). À l'inverse, le taux de personnes d'âge supérieur à 60 ans est de 22,6 % la même année, alors qu'il est de 22,5 % au niveau départemental.
En 2018, la commune comptait 826 hommes pour 827 femmes, soit un taux de 50,03 % de femmes, légèrement inférieur au taux départemental (51,77 %).
Les pyramides des âges de la commune et du département s'établissent comme suit.
| Hommes | Classe d’âge | Femmes |
| ------ | ------------ | ------ |
| 0,2    | 90 ou +      | 1,3    |
| 5,6    | 75-89 ans    | 7,1    |
| 15,9   | 60-74 ans    | 15,1   |
| 24,7   | 45-59 ans    | 24,5   |
| 17,2   | 30-44 ans    | 18,5   |
| 16,8   | 15-29 ans    | 15,1   |
| 19,6   | 0-14 ans     | 18,3   |

| Hommes | Classe d’âge | Femmes |
| ------ | ------------ | ------ |
| 0,5    | 90 ou +      | 1,4    |
| 5,3    | 75-89 ans    | 8,1    |
| 14,8   | 60-74 ans    | 16,2   |
| 19,1   | 45-59 ans    | 18,4   |
| 19,5   | 30-44 ans    | 18,7   |
| 20,7   | 15-29 ans    | 19,1   |
| 20,2   | 0-14 ans     | 18     |

## Culture et patrimoine

### Lieux et monuments
- Église Saint-Pierre de Bourghelles, appartenant jadis au chapitre de la cathédrale Notre-Dame de Tournai[1] et  dont les parties les plus anciennes datent du XIIe siècle, agrandie au XVe siècle par la chapelle Sainte-Croix, qui constitue désormais la nef sud du bâtiment, et largement remanié et agrandi aux XVIIIe et  XIXe siècles. L'actuel clocher construit en 1921 remplace celui qui était placé sur le toit de la nef. 
L'intèrieur présente une charpente apparente et un riche mobilier. On peut signaler une statue polychrome de saint Pierre en pape, du XVe siècle, des autels et retables baroques du XVIIe siècle, baptistère de 1571, chaire, confessionnal, banc de communion[42],[43].

- Château qui a été donné en héritage à l'Hospice Comtesse de Lille[réf. nécessaire]. Dans son parc boisé limité par plusieurs belles grilles du XVIIIe siècle se trouve une motte castrale de forme carrée qui pourrait dater du Xe siècle. Le château comporte encore des caves voûtées et des salons avec des boiseries sculptées[1].

- La mairie, qui a regroupé en 1991 l'ancien presbytère, remarquable demeure du XVIIIe siècle  avec des façades élégantes en pierre de Tournai et brique, et une construction conçue en 1934 sur les plans de l'architecte Joseph Hentgès  dans un style inspiré par l'art déco[1].
- Ferme Sainte Barbe, située en bordure de la chaussée Brunehaut, aux limites de Cysoing, constituée d'un quadrilatère polygonal dont l'entrée est surmontée d'un pigeonnier daté de 1708. Le corps de logis date de 1725[1].
- Chapelle sur la Chaussée Brunehaut abritant un remarquable Christ en croix du XVIIe siècle en chêne sculpté[1].
- La Commanderie des Templier de 1312. Le corps de logis est à Cobrieux, et l'ancienne "Cense du Temple", est implantée sur la commune de Bourghelles.
- Au cimetière communal de Bourghelles se trouvent le monument aux morts, érigé après la guerre franco-allemande de 1870 en 1899[44], ainsi que 9 tombes de guerre de la Commonwealth War Graves Commission.

- La course cycliste Paris-Roubaix passe par Bourghelles sur le secteur pavé de Bourghelles à Wannehain.

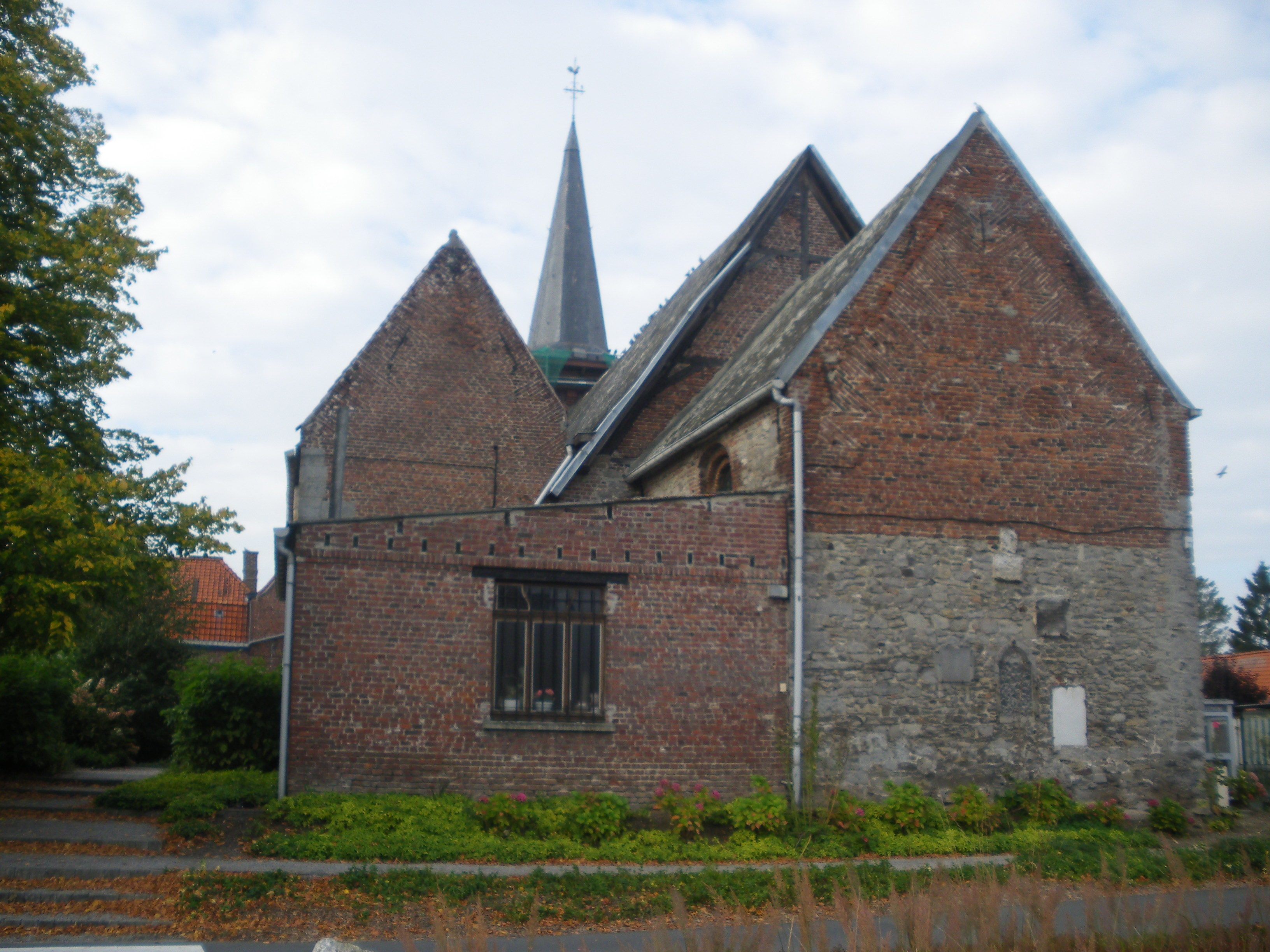
Église Saint-Pierre
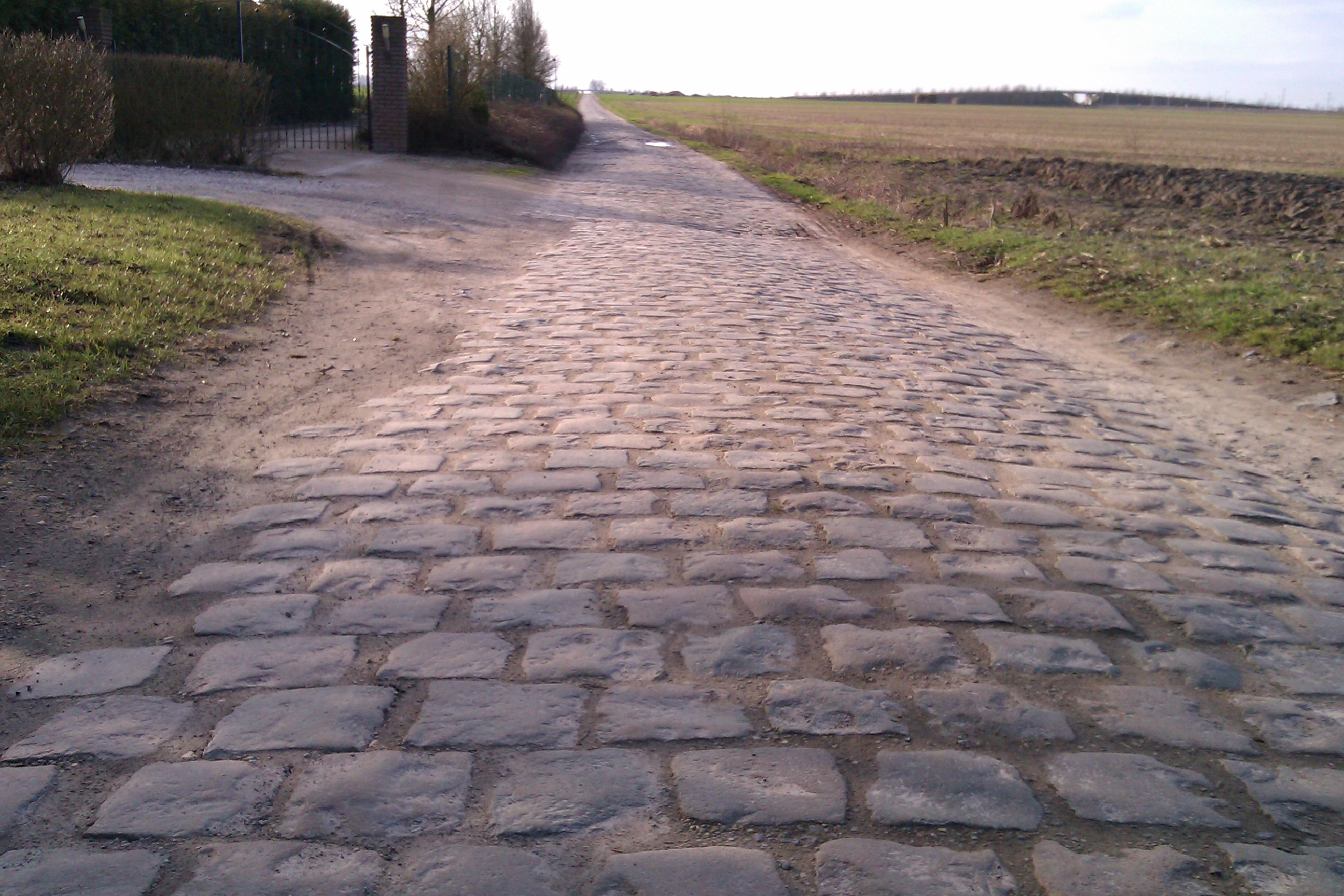
Le  secteur pavé de Bourghelles à Wannehain
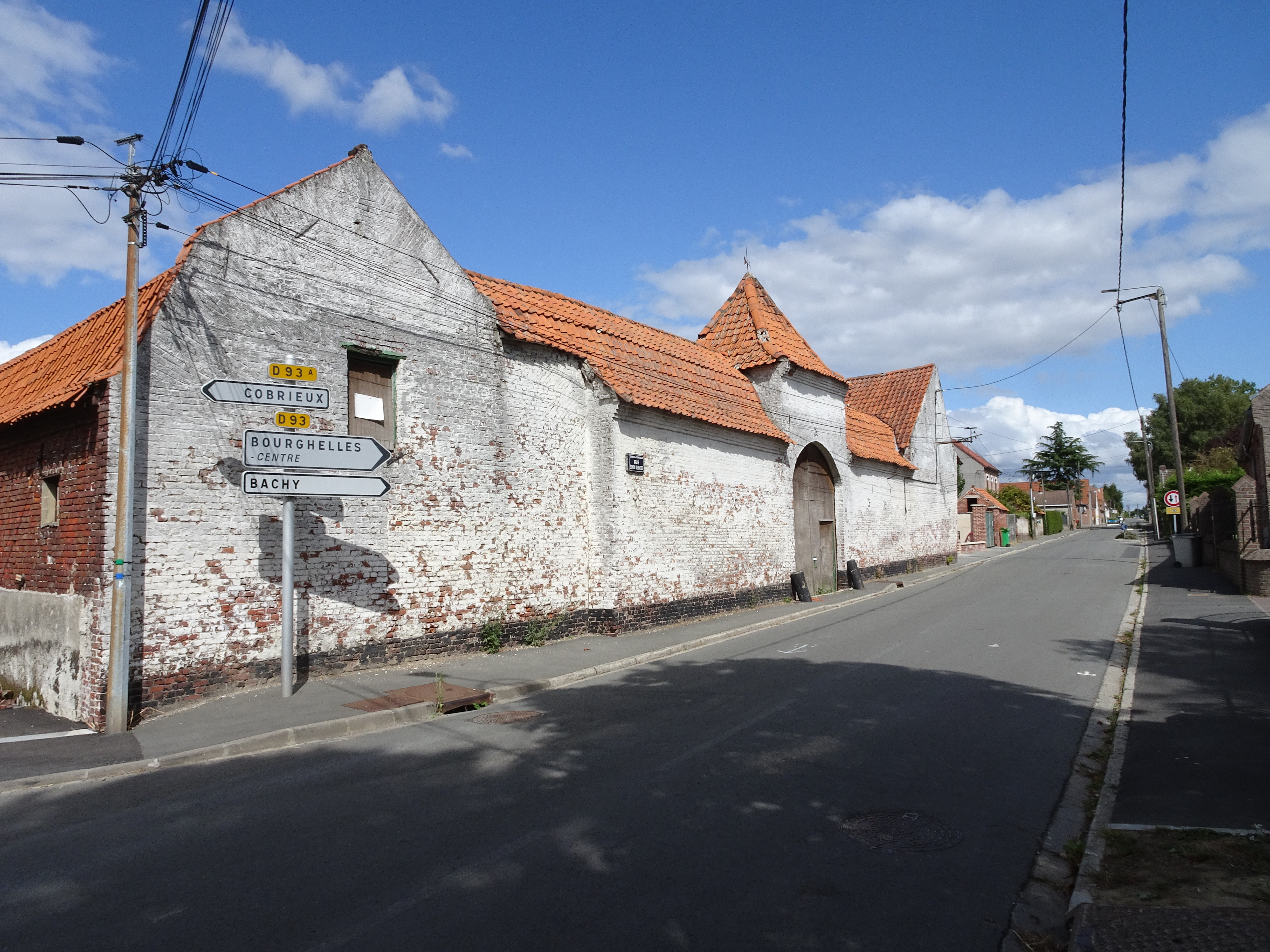
Commanderie des Templiers
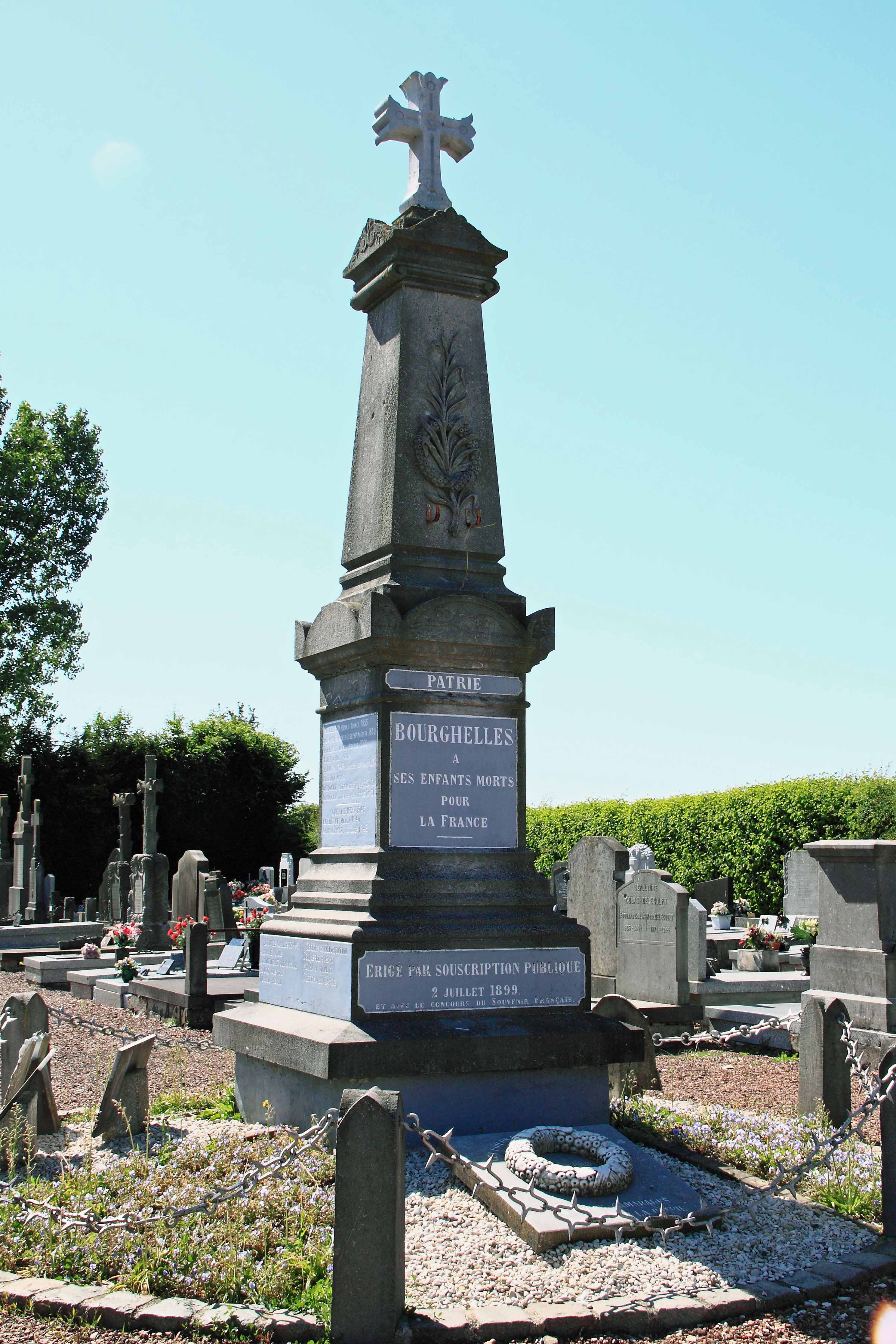
Monument aux morts
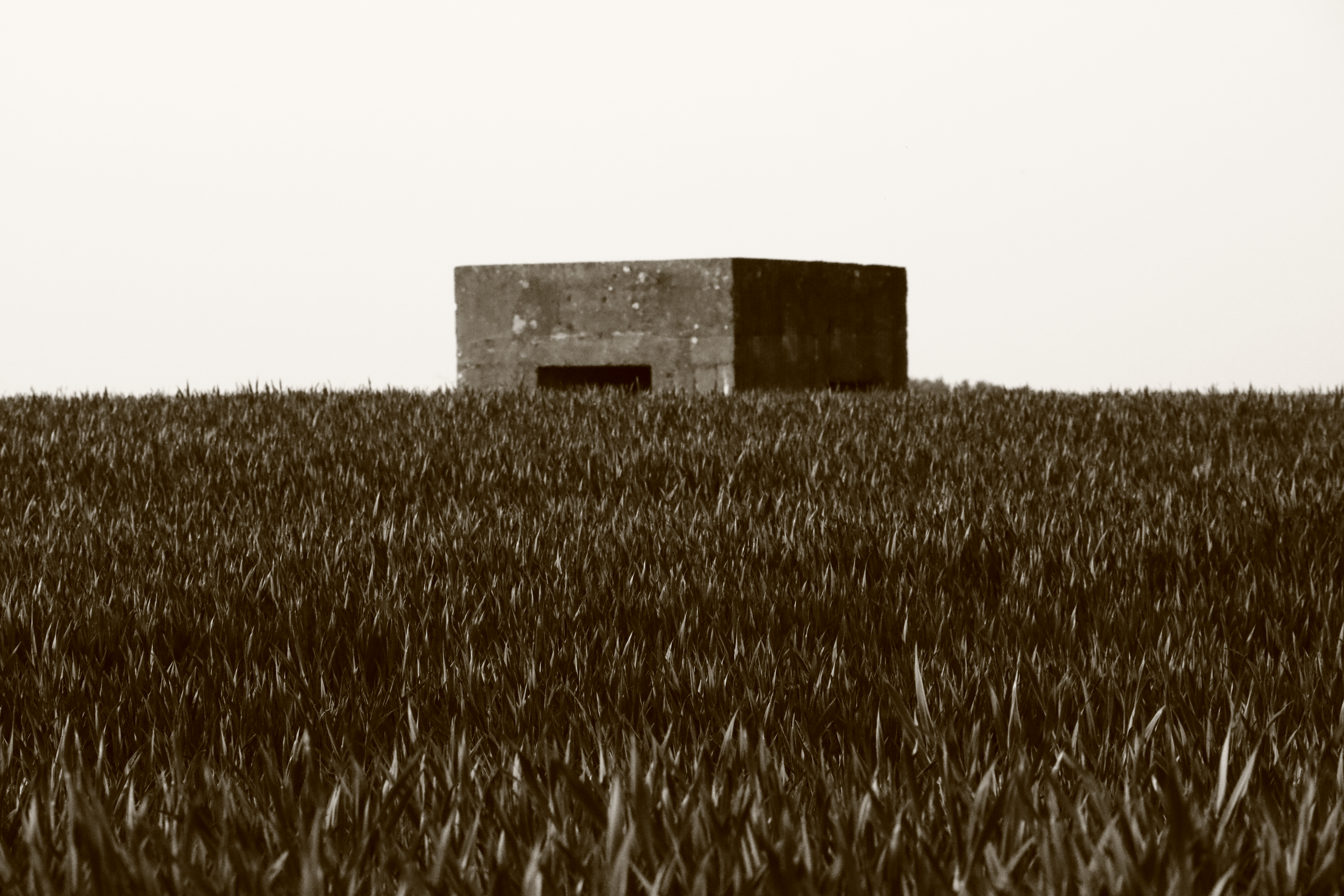
Blockhaus de la guerre 39-45 au milieu d'un champ

### Personnalités liées à la commune
- Charles d'Hovyne (1596-1671), homme d'État des Pays-Bas méridionaux, seigneur de Bourghelles.

- Félix Pouilly (1994- ), coureur cycliste résidant à Bourghelles.

### Géants du Nord
Le bourg s'est doté d'un géant du Nord, inauguré le 19 septembre 2010 et qui porte le nom de Gilbert de Bourghelles.

### Héraldique
| Blason de Bourghelles | Blason  | D'argent au chef de gueules.                                                                                           |
| Blason de Bourghelles | Détails | Ce blason est celui par porté par la famille de Bourghelles dès 1197. Le statut officiel du blason reste à déterminer. |